# Teología negra
La teología negra, o teología de la liberación negra, se refiere a una perspectiva teológica que se originó entre los seminaristas y eruditos afroamericanos, y en algunas iglesias negras de los Estados Unidos y más tarde en otras partes del mundo. Contextualiza el cristianismo en un intento de ayudar a los afrodescendientes a superar la opresión. Se centra especialmente en las injusticias cometidas contra los afroamericanos y los negros sudafricanos durante la segregación y el apartheid respectivamente.
La teología negra busca liberar a los no blancos de las múltiples formas de subyugación política, social, económica y religiosa y considera la teología cristiana como una teología de la liberación; "un estudio racional del ser de Dios en el mundo a la luz de la situación existencial de una comunidad oprimida, relacionando las fuerzas de la liberación con la esencia del Evangelio, que es Jesucristo", escribe James H. Cone, uno de los defensores originales de la perspectiva. La teología negra articuló el cristianismo con las luchas por los derechos civiles, particularmente planteadas por el movimiento del Poder Negro y el Movimiento de la Conciencia Negra. Además, la teología negra ha abierto el camino y ha contribuido al debate y a la conclusión, que toda la teología es contextual, incluso la que se conoce como teología sistemática.

## Desarrollo
Los orígenes americanos modernos de la teología negra contemporánea se remontan al 31 de julio de 1966, cuando un grupo ad hoc de 51 clérigos interesados, que se llamaban a sí mismos el Comité Nacional de Hombres de Iglesia Negros, compró un anuncio de página entera en el New York Times para publicar su "Declaración del Poder Negro", que proponía un enfoque más agresivo para combatir el racismo utilizando la Biblia como inspiración.
En la historia americana, las ideas de raza y esclavitud fueron apoyadas por muchos cristianos a partir de lecturas particulares de la Biblia. La Convención Bautista del Sur apoyó la esclavitud y a los dueños de esclavos y no fue hasta el 20 de junio de 1995 que se adoptó la Declaración formal de Arrepentimiento. Esta resolución no vinculante declaró que el racismo, en todas sus formas, es deplorable" y "se lamenta a escala nacional y también se repudia en la historia como un acto de maldad del que desgraciadamente se cosecha una amarga y continua cosecha". La convención ofreció una disculpa por "condonar y/o perpetuar el racismo individual y sistémico en nuestra vida" y un arrepentimiento por "el racismo del que muchos han sido culpables, ya sea consciente o inconscientemente".
Históricamente se quiso asociar el cristianismo con el racismo, pero como lo recalcó la teología negra, la Biblia se opone a la discriminación (Santiago 2:9). Para el cristianismo la raza es irrelevante "No hay judío ni griego, no hay esclavo ni libre, no hay varón ni mujer, porque todos vosotros sois uno en Cristo Jesús" (Gálatas 3:28). El cristianismo es la religión más culturalmente diversa del mundo. Sin embargo, Cristo, el precursor de la conducta cristiana profesó la individualidad y en testimonio vivo es demonizado para la búsqueda de un santuario individual. Por lo tanto, debería haber un diálogo sobre las implicaciones del racismo en la sociedad actual y hasta qué punto los factores históricos, intelectuales y sociales afectan a la difícil situación de la comunidad negra. Cone relata que, en otro tiempo, era aceptable linchar a un hombre negro colgándolo del árbol; pero la economía de hoy lo destruye amontonando a muchos en un gueto y dejando que la suciedad y la desesperación (creadas por ellos mismos) pongan el toque final a una muerte codiciada.
La teología negra se ocupa principalmente de la comunidad afroamericana para hacer realidad el cristianismo para los negros. Explica el cristianismo como una cuestión de liberación aquí y ahora, más que en una vida después de la muerte. El objetivo de la teología negra no es para un tratamiento especial. En su lugar, "Todo lo que los teólogos negros piden es libertad y justicia. Ni más ni menos. Al pedir esto, los teólogos negros, recurren a las escrituras como la sanción para su demanda. El salmista escribe por ejemplo: "Si Dios va a ver la justicia establecida en la tierra, él mismo debe ser particularmente activo como "el ayudador de los huérfanos" (Salmo 10:14) para "librar al necesitado cuando clama, y al pobre que no tiene ayudante" (Salmo 72:12).
La teología negra se desarrollaría con el tiempo fuera de los Estados Unidos en el Reino Unido y en partes de África, especialmente en lo que respecta al apartheid en Sudáfrica.

## Teología negra en los Estados Unidos
James H. Cone abordó por primera vez esta teología después de la proclamación de Malcolm X en la década de 1950 contra la enseñanza del cristianismo como "la religión del hombre blanco". Según el experto en religión negra Jonathan L. Walton:
James Cone creía que el Nuevo Testamento revelaba a Jesús como alguien que se identificaba con aquellos que sufrían bajo la opresión, los marginados sociales y los parias culturales. Y dado que las categorías de raza socialmente construidas en América (es decir, la blancura y la negrura) habían llegado a significar culturalmente dominio (blancura) y opresión (negrura), desde una perspectiva teológica, Cone argumentó que Jesús se revela como negro para desbaratar y desmantelar la opresión de los blancos.
La teología negra sostiene que las culturas dominantes han corrompido el cristianismo, y el resultado es un imperio basado en la fe que sirve a sus propios intereses, no a los de Dios. La teología negra se pregunta de qué lado debería estar Dios - del lado de los oprimidos o del lado de los opresores. Si Dios valora la justicia por encima de la victimización, entonces Dios desea que todos los oprimidos sean liberados. De acuerdo con Cone, si Dios no es justo, si Dios no desea justicia, entonces Dios necesita ser eliminado. La liberación de un dios falso que privilegia a los blancos y la realización de un Dios alternativo y verdadero que desea el empoderamiento de los oprimidos mediante la autodefinición, la autoafirmación y la autodeterminación es el núcleo de la teología negra.

### Sobre Dios y Jesucristo
Las intrincadas y en gran parte filosóficas opiniones de Dios son en gran medida ignoradas en preferencia a las preocupaciones de los oprimidos. El Dios del Antiguo Testamento de Moisés liberando a los antiguos hebreos de los gobernantes egipcios fue el tema central de la religión popular afroamericana, así como de los abolicionistas como Harriet Tubman. Los conceptos cristianos blancos enseñaban a los negros que debían ser ignorados o desatendidos.[cita requerida] Se dice que los aspectos de la persona de Dios, su poder y su autoridad, así como los "sutiles indicios de la masculinidad blanca de Dios" no se relacionan con la experiencia de los negros, hasta el punto de ser a veces antagónicos. Aunque la teología trinitaria es una gran preocupación, Jesús sigue siendo considerado como Dios. El enfoque se centra en las acciones de Dios y su liberación de los oprimidos por su rectitud. Se hace hincapié en la inmanencia por encima de la trascendencia y, como resultado, se considera que Dios está "en flujo" o "siempre cambiando".
De la misma manera, Cone basó gran parte de su teología liberacionista en la liberación de Israel de Egipto en el Libro del Éxodo. Comparó a los Estados Unidos con Egipto, prediciendo que los pueblos oprimidos pronto serán llevados a la tierra prometida. Para Cone, el tema de la preocupación de Yahvé era "la falta de justicia social, económica y política para los pobres y los no deseados en la sociedad". Cone también dice que el mismo Dios está trabajando para los negros oprimidos del siglo XX, y que "Dios está ayudando a los negros oprimidos y se ha identificado con ellos, se habla de Dios mismo como 'negro'".
Cone vio a Cristo desde el aspecto de la opresión y la liberación. Cone utiliza el Evangelio de Lucas para ilustrar este punto: "los ciegos reciben la vista, los cojos caminan, los leprosos son limpiados, los sordos oyen, los muertos son resucitados y a los pobres se les anuncia la buena nueva" (Lucas 7:22). "En Cristo", argumenta Cone, "Dios entra en los asuntos humanos y toma partido por los oprimidos. Su sufrimiento se convierte en el suyo; su desesperación, la desesperación divina". Cone también argumenta que, "No podemos resolver las cuestiones éticas del siglo XX mirando lo que Jesús hizo en el primero. Nuestras opciones no son las mismas que las suyas. Ser cristiano no significa seguir sus pasos."
Cone objected to the persistent portrayal of Jesus as white: 

Es muy importante porque tienes muchas imágenes blancas de Cristo. En realidad, Cristo no era blanco, no era europeo. Eso es importante para la conciencia psíquica y espiritual de los negros que viven en un gueto y en una sociedad blanca en la que su señor y salvador se parece a la gente que los victimiza. Dios es del color que sea para que la gente sepa que no son nadie, que son alguien.

### Diferencias estilísticas en la comunidad religiosa negra
Debido a las diferencias de pensamiento entre la comunidad negra y la blanca, la mayoría de los líderes religiosos negros intentan que sus servicios sean más accesibles para otros afroamericanos, que deben identificarse con la fe para poder aceptarla. Otra diferencia notable es la sugerencia de Cone sobre lo que debe ocurrir si no hay reconciliación entre la comunidad blanca. Afirma: "Si el sistema americano está más allá de la redención tendremos que esperar y ver. Pero podemos estar seguros de que la paciencia negra se ha agotado, y a menos que la América blanca responda positivamente a la teoría y la actividad del Poder Negro, entonces una sangrienta y prolongada guerra civil es inevitable".

### Críticas
Anthony Bradley de The Christian Post interpreta que el lenguaje de la "paridad económica" y las referencias a la "mala distribución" no es más que una canalización de las opiniones de Karl Marx. Él cree que James H. Cone y Cornel West han trabajado para incorporar el pensamiento marxista en la iglesia negra, formando un marco ético basado en un sistema de clase opresora versus una víctima muy similar al marxismo.
La Iglesia Unida de la Trinidad de Cristo, Chicago, ha sido citada en la prensa y por Cone como el mejor ejemplo de una iglesia formalmente fundada en la visión de la teología negra. La controversia de 2008 sobre Jeremiah Wright, por el supuesto racismo y antiamericanismo en los sermones y declaraciones de Wright, hizo que el entonces senador Barack Obama se distanciara de su antiguo pastor.
Stanley Kurtz de la National Review escribió sobre las diferencias percibidas con el "cristianismo americano convencional". Citó al teólogo negro Obery M. Hendricks Jr.: "Según Hendricks, 'mucha buena gente que va a la iglesia ha sido engañada para comportarse como los fariseos y saduceos de hoy en día cuando piensan que realmente están siendo buenos cristianos'. Sin querer, Hendricks dice, estos aparentes cristianos se han convertido en realidad 'como los falsos profetas de Ba'al.'" Kurtz también cita a Jeremiah Wright: "¿Cómo les digo a mis hijos sobre el Jesús africano que no es el tipo que ven en la foto del rubio de ojos azules de su Biblia o el producto de la imaginación de los supremacistas blancos [sic] que ven en las películas de Mel Gibson?"

## Teología negra en Sudáfrica
La teología negra se popularizó en el África meridional a principios del decenio de 1970 por Basil Moore, un teólogo metodista de Sudáfrica. Ayudó a dar origen y se desarrolló en paralelo con el Movimiento de la Conciencia Negra. La teología negra fue particularmente influyente en Sudáfrica y Namibia para motivar la resistencia al apartheid. Este movimiento también estaría estrechamente relacionado con el Documento de Kairos de Sudáfrica.
Los teólogos negros de África meridional incluyen Barney Pityana, Allan Boesak, Itumeleng Mosala, Zephania Kameeta, Wesley Mabuza, y Maake Jonathan Masango.
En el continente africano, la teología negra se distingue a menudo de la teología africana.

## Teología negra en Gran Bretaña
En el Reino Unido, Robert Beckford es un prominente practicante negro de teología. Fue el primero en el Reino Unido en desarrollar y enseñar un curso de teología negra a nivel académico.
Aunque no se limita al contexto británico, una revista académica que ha sido una salida clave para el discurso en torno a la teología negra en Gran Bretaña ha sido Black Theology, editada por Anthony G. Reddie.

## Teología negra en América Latina
Ezequiel Andrade planteó que la teología negra proviene también de la realidad del pueblo negro en la América Latina, de su historia, cultura, familia y costumbres y es posible sólo cuando ese pueblo negro redescubre el valor de su propia cosmovisión y simultáneamente cada persona negra toma consciencia de su negritud y de importancia de su papel en la comunidad. La teología negra latinoamericana hunde sus raíces tanto de la filosofía y religiosidad originarias africanas, como de la teología cristiana de la liberación y del testimonio dado en la época colonial contra la institución de la esclavitud y la práctica de los católicos de entonces, por algunos sacerdotes como el español Luis de Frías, que fue detenido indefinidamente por la Inquisición hasta que falleció, y el portugués Gonçalo Leite. Este declaró que "ningún esclavo en África o Brasil es justamente cautivo" y fue deportado de Brasil junto su colega Miguel García por oponerse a que las comunidades religiosas usaran el trabajo esclavo.
En Brasil, fue fundado en 1999 el Centro Atabaque, por iniciativa del sacerdote Antônio Aparecido da Silva. Fue integrado por laicos y religiosos católicos, protestantes y seguidores de la tradición de los orixás. Atabaque ha avanzado en una nueva forma de reflexión y testimonio de la fe en Jesucristo desde la negritud y la cultura afrobrasileña. Ha estudiado y valorizado la actuación de la población negra en los quilombos, las hermandades católicas negras y los terreros de candomblé, enfrentando el empobrecimiento y la violencia ideológica y policial. Más que analizar los discursos opta por prácticas que puedan manifestar la relación entre la fe y la lucha de liberación y por lo tanto la perspectiva evangelizadora de las comunidades negras.
Por otra parte, se ha afirmado una Hermenéutica Negra Feminista que considera indispensable que la mujer negra sea sujeto teológico así, reconstruya la presencia femenina negra en el mundo bíblico, articulando las contribuciones del movimento feminista, el movimento negro y la teología de la liberación en tal proceso.